# Morir soñando
Morir soñando (morire sognando) è una bevanda popolare dominicana, diffusa in altri paesi ispanici, preparata con succo d'arancia, latte, zucchero di canna e ghiaccio tritato. In alcune varianti si aggiunge anche della vaniglia, oppure viene utilizzato il latte evaporato al posto del latte normale.

## Preparazione tradizionale

### Ingredienti
- 6 tazze di latte intero
- 4 tazze di succo di arancia
- 1 tazza di zucchero di canna
- 3 tazze di ghiaccio tritato

### Procedimento
Mettere lo zucchero nel latte e mescolare fino a quando si sarà tutto sciolto. Raffreddare il tutto fino a quando sarà molto freddo. Aggiungere il ghiaccio al latte e mescolare, poi versare lentamente il succo d'arancia nel latte, mescolando continuamente. Servite subito.
La ricetta potrebbe variare in base alle tradizioni locali o familiari.